# Petr Fulín
Petr Fulín (narozen 8. února 1977 v Plzni) je český automobilový závodník jenž aktuálně závodí pro tým Fullin Race Academy v rámci Závodů TCR International Series , Mistrovství Evropy cestovních vozů (ETCC) s vozem SEAT LEON TCR a CUPRA TCR. Mistrem Evropy cestovních vozů se stal v letech 2014, 2015 a 2017.
Startoval také na Mistrovství světa cestovních vozů SEAT LEON (WTCC), Škoda Octavia Cupu (zde dnes jezdí jeho syn Petr Fulín ml.) či SEAT Leon Eurocupu.

## Kariéra
- 2007 BMW 1 Challenge, Vekra Racing - 2. místo
- 2008 SEAT Leon Supercopa Germany, LogiPlus by T.A.C. Race Solutions
- 2009 SEAT Leon Eurocup, GAG Racing Team - 15. místo
- 2009 Trofeo Abarth 500 Europe
- 2009 SEAT Leon Supercopa Germany, Leon Supercopa Czech - 8. místo
- 2010 SEAT Leon Eurocup, Vekra Racing - 20. místo
- 2010 SEAT Leon Supercopa Germany, GAG Racing - 4. místo
- 2010 24H Series - A4, K&K Racing Team, BMW 130i - 3. místo
- 2011 SEAT Leon Supercopa Germany, GAG Racing - 4. místo
- 2012 ETCC-S2000, Křenek Motorsport, BMW 320si - 3. místo
- 2013 ETCC-S2000, Křenek Motorsport, BMW 320si - 1. místo
- 2014 ETCC-S2000 TC2, Křenek Motorsport, BMW 320si - 1. místo
- 2014 WTCC - Independent's Trophy, Campos Racing, SEAT León WTCC - 8. místo
- 2015 ETCC - Single Make Trophy, SEAT Leon Racer - 2. místo
- 2016 Campionato Italiano Turismo - TCR, SET Leon TCR - 11. místo
- 2016 TCR International Series - Mulsanne Racing, Alfa Romeo Giulietta TCR - 19. místo
- 2016 ETCC-S2000, Křenek Motorsport, SEAT Leon Cup Racer - 2. místo
- 2017 ETCC-ETCC1, Křenek Motorsport, SEAT Leon Cup Racer - 1. místo